# Жан-Батист Шарко
Жан-Батист Огюст Етьєн Шарко (фр. Jean-Baptiste Etienne Auguste Charcot; 15 липня 1867, Неї-сюр-Сен — 16 вересня 1936) — французький полярний дослідник, океанограф, медик і спортсмен. Син відомого лікаря-психіатра Жана Мартена Шарко.

## Біографія

### Ранні роки
Після закінчення школи і аж до смерті свого батька 1893 року Шарко-молодший багато асистував йому в його медичній роботі, об'їхав безліч країн (зокрема побував і в Росії, де він перебував зі своїм батьком, запрошеним на консультацію до імператорського двору). 1888 року служив фельдшером у підрозділі альпійських стрільців.

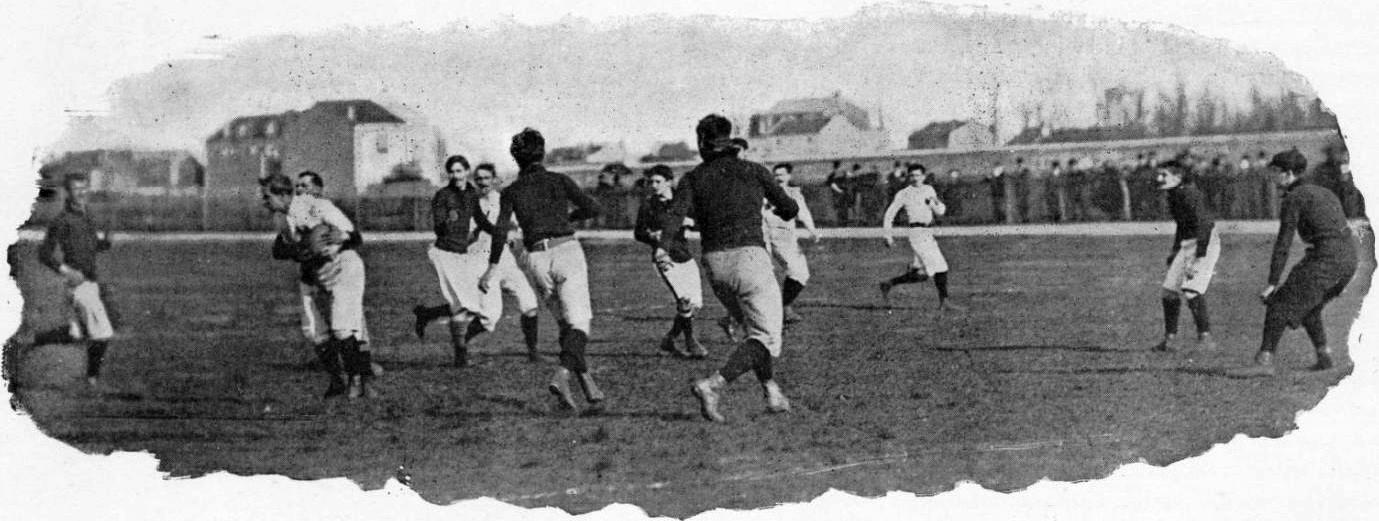
5 квітня 1896 року. «Стад Велодром», Курбевуа. Фінал Чемпіонат Франції з регбі 1895—1896

1895 року він захистив дисертацію доктора медицини «Прогресуюча м'язова дистрофія». Одночасно Шарко багато займався спортом (бокс, фехтування) і 1896 року став чемпіоном Франції з регбі в складі клубу «Олімпік де Парі» (пізніше влився в «Расінг 92»), засновником якого він з друзями і був. У фіналі чемпіонату Франції з регбі, що відбувся 5 квітня 1896 року на стадіоні «Стад Велодром» в Курбевуа, з рахунком 12-0 обіграли команду «Стад Франсе». 1896 року Шарко одружився з Жанною Гюго (внучкою Віктора Гюго) після того, як вона розлучилася з Леоном Доде.
1892 року Шарко придбав свою першу яхту і потім поступово нарощував габарити своїх вітрильних суден і досвід керування ними. 1901 року він провів низку океанографічних досліджень в околицях Гебридських, Шетландських і Фарерських островів, 1902 року отримав звання морського офіцера і доплив до Ісландії й острова Ян-Маєн на своїй шхуні «Роз-Марі». За його словами, перебуваючи біля цього острова, «простий мореплавець» з першого погляду полюбив полярні райони і вирішив зайнятися їх дослідженням, для чого йому необхідно було завести справжнє судно, здатне витримати полярні випробування.
1900 року Шарко взяв участь в літніх Олімпійських іграх 1900 серед човнів водотоннажністю до 0,5 тонни у вітрильному спорті на човні «Quand-Même». Спільно з Робертом Лензеле і ще двома учасниками він прийшов в обох гонках другим і двічі виграв срібні медалі.

### Перша антарктична експедиція

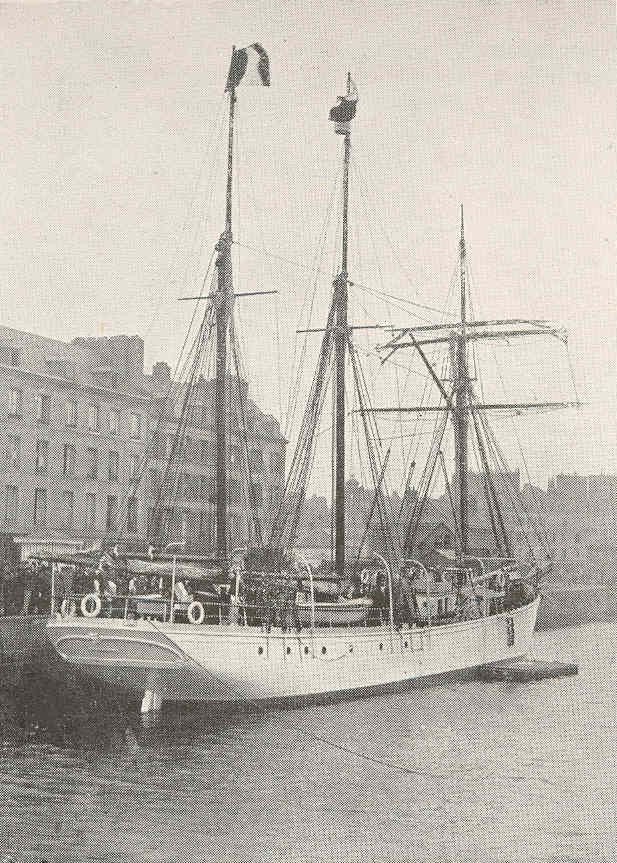
Шхуна «Француз»

1903 року Шарко очолив французьку антарктичну експедицію на трищогловій шхуні «Француз» (фр. Français), побудованій на верфі Сен-Мало. Це міцне трищоглове судно мало 32 метри довжини (250 реєстрових тонн), було обладнане обшитим бронзою форштевнем. За задумом Шарко вона покликана була не різати лід, на зразок округлого ножа, а ніби «підійматися» на крижаний покрив моря і трощити його своєю масою, оскільки його допоміжний двигун, придбаний при нагоді у зв'язку з нестачею коштів, розвивав потужність всього 125 к. с. Спочатку Шарко хотів зайнятися дослідженням Північного Льодовитого океану і, в зв'язку з цим, готував експедицію в Арктику, до Північного полюса. Він мав намір дійти до архіпелагу Нова Земля і спробувати обійти його влітку 1903 року. Однак ці плани були скориговані у зв'язку з активними дослідженнями Антарктиди, розпочатими в ці роки іншими країнами, що викликало стурбованість урядових, ділових та наукових кіл Франції, які побоювалися того, що країна може опинитися обіч у сфері закріплення своїх територіальних інтересів за можливого розділення материка. Справа в тому, що в період з 1901 по 1903 рік відбулося кілька важливих експедицій, здійснених представниками великих держав, що прагнули закріпити за собою ті чи інші сектори материка. Цей час отримало назву «антарктичний рік», а письменник Жорж Блон схарактеризував його як «гігантське ралі по південних холодних морях». Крім того, в цей час багато хто був стурбований долею експедиції Отто Адольфа Еріка Норденскьольда[5]. У зв'язку з нестачею коштів Шарко був змушений продати картину Фрагонара з колекції батька і, як він говорив пізніше, «займався жебрацтвом», роблячи малорезультативні демарші в пошуках допомоги в різних урядових установах і міністерствах. Необхідна підтримка була надана Стефаном Лозані, директором паризької газети «Матен» (фр. Le Matin), який виділив 150 000 франків. Восени 1903 року на своєму судні Шарко на чолі експедиції, що складалася з дев'ятнадцяти членів, вирушив у Південну півкулю, де на підході до Буенос-Айресу зустрівся з кораблем Адольфа Еріка Норденскьольда, який благополучно повертався до Європи. Французи вирішили продовжити свою антарктичну подорож, і шведи подарували команді Шарко своїх їздових собак. У порту міста Пунта-Аренас, розташованому на Вогняній Землі, французи придбали розбірний будиночок для зимівлі. 1 лютого 1904 року судно ввійшло в антарктичні води в районі Південних Шетландських островів. Потрапивши в південний полярний шторм, судно пришвартувалося в зручній бухті Вондел на однойменному острові, в західній частині Землі Ґреяма, де команда благополучно перенесла зимівлю, побудувавши на березі будинок і склади. Перші собаки команди накинулися на пінгвінів і влаштували справжню бійню. Птахи кинулися шукати допомоги у людей, притискаючись до їхніх ніг. Шарко наказав перешкодити таким розправам, але багатьох скалічених пінгвінів довелося прикінчити, щоб припинити їхні муки — таким чином було поповнено запас провіанту. В ході зимівлі Шарко, який взяв в експедицію чарівний ліхтар, проводив сеанси «кіно», концерти і читав лекції на організованих ним вечірніх курсах. Французи покинули бухту Вондела 25 грудня 1904 року і взяли курс на південь. 15 січня 1905 року судно проходило недалеко від айсберга і напоролося на приховану під льодом скелю, яка пробила обшивку, і в трюм стала прибувати вода. Після проведених ремонтних робіт (весь цей час воду доводилося відкачувати вручну) команда в повному складі 4 березня 1905 прибула в аргентинський Пуерто-Мадрин, де їм сказали, що вони вже значилися в списках зниклих безвісти. Через ушкодження судно не могло перетнути Атлантичний океан, і його викупила Аргентина, після ремонту воно використовувалося для постачання антарктичних портів. Шарко і його екіпаж пересіли на вантажно-пасажирське судно «Альжері». Для зустрічі команди Шарко в Танжер був відправлений французький крейсер «Ліну», щоб доставити їх у Тулон. Коли вони прибули до Парижа, на пероні їм влаштували урочисту зустріч, на якій були присутні кілька членів уряду і ціла група вчених. В цілому експедиція тривала близько двох років, Шарко досліджував і описав близько 1000 кілометрів берегової лінії в районі островів Палмер і Біско біля Антарктичного півострова (крім іншого, він дав назву морю Беллінсгаузена і Землі Лубе) і привіз 75 ящиків матеріалів та експонатів для паризького Музею природної історії. Ця подорож набула міжнародної популярності, а в пресі шанобливо писали про першу французьку експедицію в Антарктиду з часів Дюмон-Дюрвіля, який відкрив 1840 року Землю Аделі. Після повернення до Франції Шарко розлучився з дружиною.

### Друга антарктична експедиція
1907 року Шарко почав планувати нову антарктичну експедицію і для цього на верфі в Сен-Мало замовив будівництво нового судна. Це був «Пуркуа Па?» — трищогловий барк, призначений для полярних експедицій, обладнаний двигуном, з трьома лабораторіями і бібліотекою. Барк був спущений на воду 18 липня 1908 року. У 1908—1910 роках Шарко провів другу антарктичну експедицію, в ході якої, крім усього іншого, відкрив острів Шарко (близько 630 км², за 80 км від Землі Олександра I), названий ним на честь свого батька. Експедицією було досліджено острови Земля Ґреяма і Земля Олександра I. Між цими островами було відкрито протоку, яку назвали на честь російського океанографа Ю. М. Шокальського. Дослідники виявили шестипроменеву губку Scolymastra joubini, організм з найбільшою тривалістю життя у тваринному світі (до 10 тис. років).

### Пізні роки
1911 року «Пуркуа Па?» передали Вищій практичній школі, де він став плавучою лабораторією, а Шарко став директором цієї школи.
З початком Першої світової війни Шарко спочатку служив у морському госпіталі в Шербурі, але вже 1915 року отримав під командування протичовновий корабель (спершу британський, оскільки Франція не мала своїх, а потім французький, коли такий був побудований) і до кінця війни займався протичовновою обороною біля берегів Бретані і Нормандії, був нагороджений орденами Франції та Великої Британії.

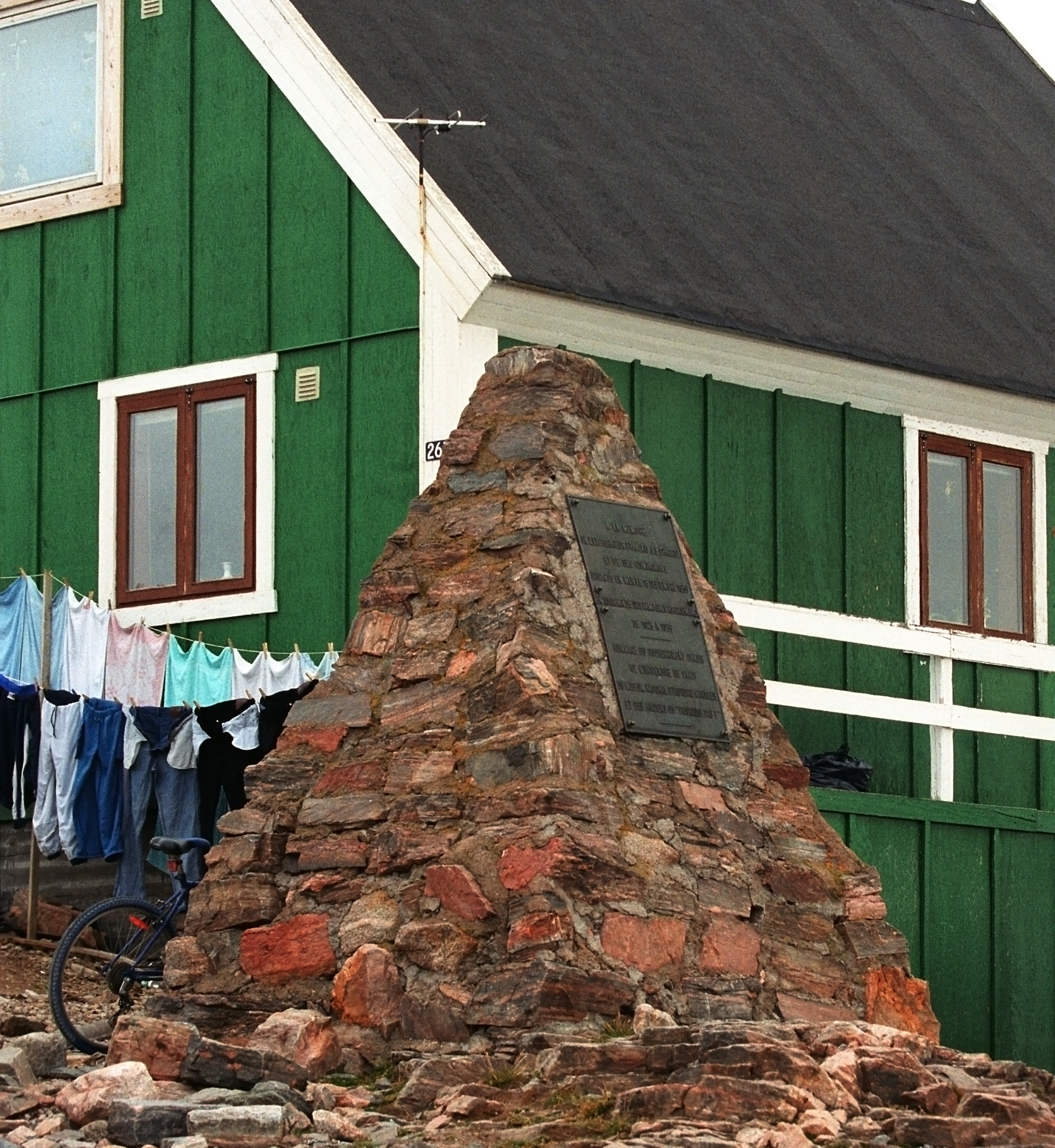
Обеліск пам'яті Жана-Батиста Шарко. Іттоккортоорміїт, Гренландія

Після закінчення війни в 1918—1925 роках Шарко займався літологічними дослідженнями в європейських морях і прилеглих районах Атлантики, потім вивчав східне узбережжя Гренландії, 1928 року брав участь у пошуках зниклої експедиції Руаля Амундсена, в 1934—1936 роках знову працював у Гренландії, займаючись підготовкою матеріалів для експедиції етнографа і дослідника Поля Еміля Віктора вглиб острова. Повертаючись із Гренландії, після заходу в Рейк'явік, 16 вересня 1936 року судно потрапило в шторм і затонуло на рифах біля берегів Ісландії, врятувався лише один матрос. Жан-Батист Шарко, який загинув у морі, 12 жовтня був похований на паризькому кладовищі Монмартр.

## Визнання
- Шарко був членом Французької академії наук (franc. L'Académie des Sciences) з 1926 року.
- Член Французької академії медичних наук (franc. L'Académie de Médecine).
- У 1929 році став членом Французької військово-морської академії (franc. L'Académie de la Marine).
- Вищий офіцер Ордена Почесного легіону (фр. Ordre national de la Légion d'honneur).
- Іменем Шарко названо протоку і гору в архіпелазі Кергелен, а на честь його судна отримали назву мис Пуркуа-Па і острів Пуркуа-Па в Антарктиці[20].
- 1952 року в Рейк'явіку було відкрито пам'ятник Ж. Б. Шарко.

## Книги Шарко
- Voyage au pôle Sud (1903—1905), Librairie Gelly, 1971
- Le «Pourquoi pas?» Dans l'Antarctique 1908—1910, Arthaud, Paris, 1996, ISBN 2-7003-1088-8
- La Mer du Groenland, GNGL Productions, 1998. ISBN | 2-9133623-00-X